# 拜腾
拜腾（英語：Byton）是一家中国电动车品牌，由南京知行新能源汽车技术开发有限公司研发。

## 背景
2016年创建于南京，作为其全球总部，研发中心和生产基地，此外在北京，上海，香港，慕尼黑，洛杉矶和硅谷设立办公室。由宝马集团和日产汽车前高管联合创建，2018年1月在美国拉斯维加斯消费电子展上推出第一辆概念车。
據報導，拜騰汽車以瞄準歐美市場為主，在即將量產之際卻在2020年陷入困境，宣布在2020年7月1日起暫停營運、停工停產。據傳該公司工作環境奢華無度，員工都是訂製西裝，承租昂貴的大樓裝修等，但外界稱，最關鍵的原因還是兩大金主分岐導致資金斷鍊。
2021年4月，拜騰德國子公司進入破產程序。 2021年7月，拜騰暫停了中國地區的營運。 2021 年 9 月，日經新聞 報道稱，拜騰的製造合作夥伴富士康因拜騰持續存在的財務問題而暫停該項目， 有效地無限期地暫停營運。

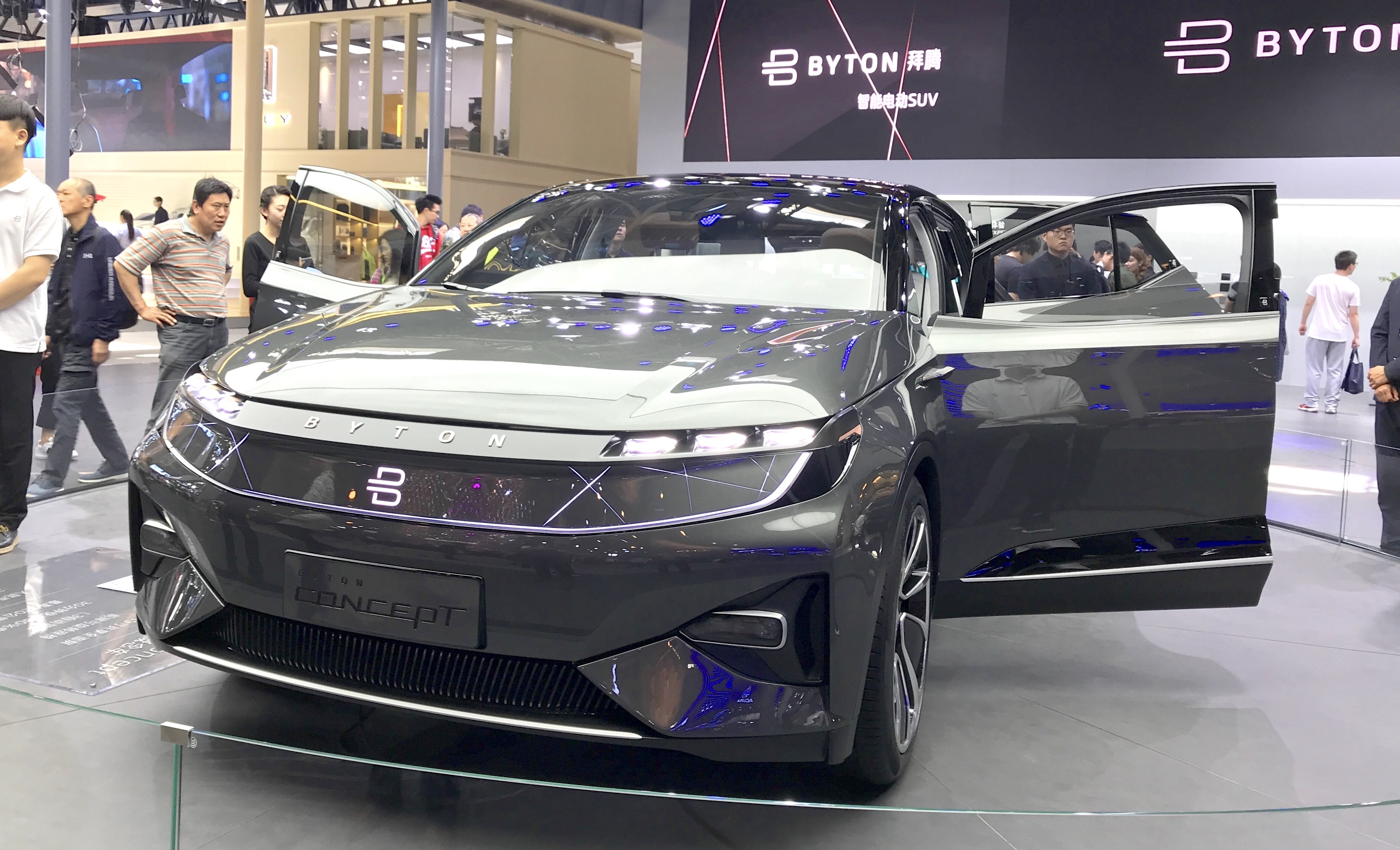
拜腾M-Byte系列

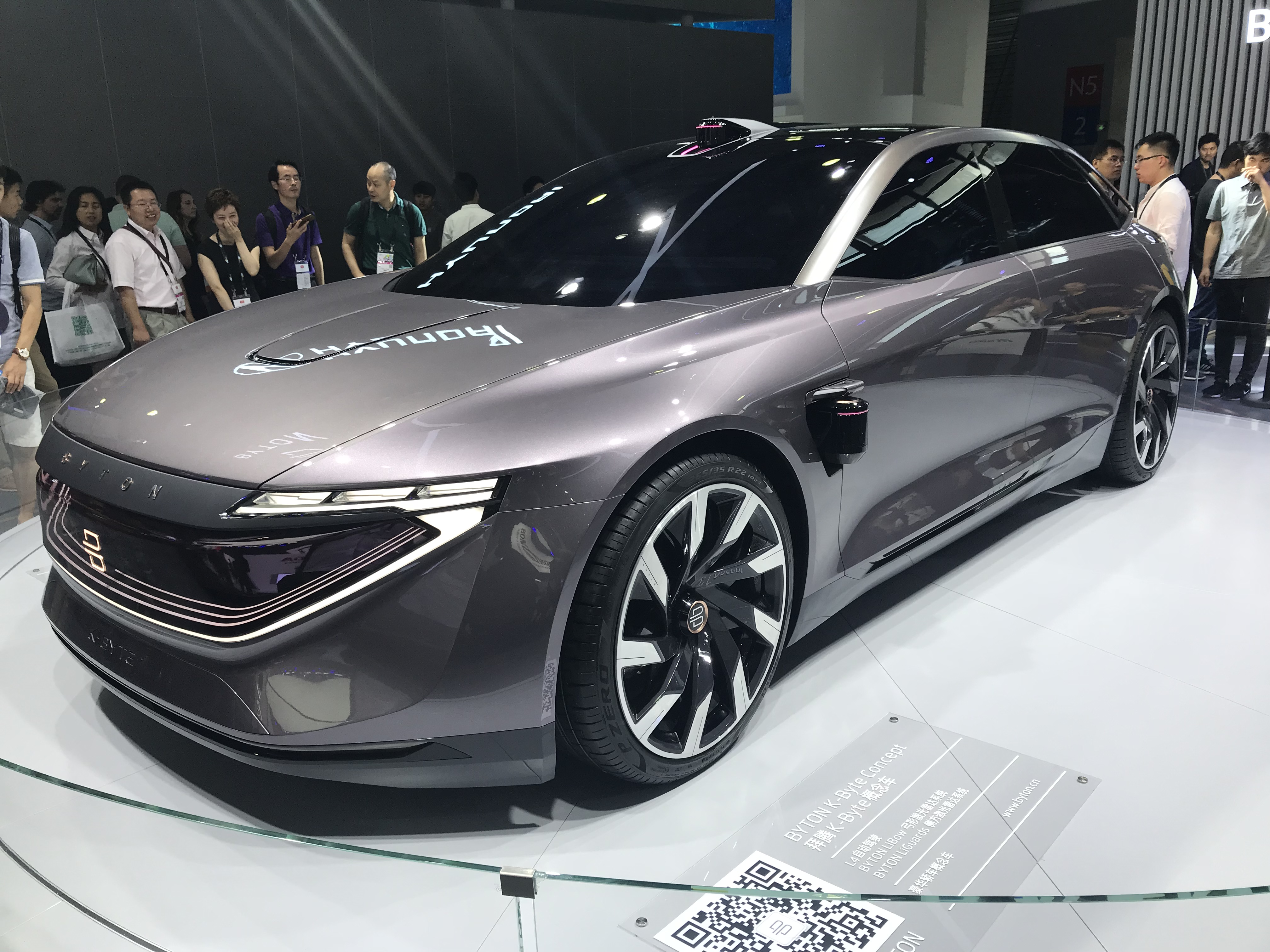
拜腾K-Byte系列